# Aleuroplatus hiezi
Aleuroplatus hiezi là một loài côn trùng cánh nửa trong họ Aleyrodidae, phân họ Aleyrodinae.
Aleuroplatus hiezi được Cohic miêu tả khoa học đầu tiên năm 1968.